# Lizarda
Lizarda är en kommun i Brasilien.   Den ligger i delstaten Tocantins, i den centrala delen av landet, 700 km norr om huvudstaden Brasília. Antalet invånare är 3 731.
Omgivningarna runt Lizarda är huvudsakligen savann. Trakten runt Lizarda är nära nog obefolkad, med mindre än två invånare per kvadratkilometer.